# Eudesmia laetifera
Eudesmia laetifera là một loài bướm đêm thuộc phân họ Arctiinae, họ Erebidae.